# Menexenus semiarmatus
Menexenus semiarmatus är en insektsart som först beskrevs av John Obadiah Westwood 1848.  Menexenus semiarmatus ingår i släktet Menexenus och familjen Phasmatidae. Inga underarter finns listade i Catalogue of Life.